# Trojkrsti
Trojkrsti (makedonska: Тројкрсти) är en ort i Nordmakedonien. Den ligger i kommunen Prilep, i den sydvästra delen av landet, 80 kilometer söder om huvudstaden Skopje. Trojkrsti ligger 589 meter över havet och antalet invånare är 203.